# فیلم‌شناسی کیم سو هیون
کیم سو هیون (کره‌ای: 김수현; هانجا: 金秀賢؛ زادهٔ ۱۶ فوریه ۱۹۸۸) بازیگر اهل کره جنوبی است.

## فیلم
| سال  | عنوان         | نقش                         | توضیحات      | منابع |
| ---- | ------------- | --------------------------- | ------------ | ----- |
| ۲۰۰۸ | شکوفهٔ گیلاس   | هان هیون جون                | فیلم کوتاه   |       |
| ۲۰۰۹ | بدترین دوستان | کیم جون کی                  | فیلم کوتاه   | [ ۲ ] |
| ۲۰۱۲ | دزدان         | زام‌پانو                     |              | [ ۳ ] |
| ۲۰۱۳ | خیلی مخفیانه  | وون ریو هوان / بانگ دونگ گو |              | [ ۴ ] |
| ۲۰۱۴ | خانم مادربزرگ | جوانی آقای پارک             | حضور افتخاری | [ ۵ ] |
| ۲۰۱۷ | واقعی         | جانگ ته یونگ                |              | [ ۶ ] |

## مجموعه تلویزیونی
| سال       | عنوان                   | نقش               | توضیحات                | منابع  |
| --------- | ----------------------- | ----------------- | ---------------------- | ------ |
| ۲۰۰۷      | لبخند کیمچی پنیر        | کیم سو هیون       |                        | [ ۷ ]  |
| ۲۰۰۸      | ماهی جنگلی              | هان جه تا         |                        | [ ۸ ]  |
| ۲۰۰۹      | هفت سال عشق             | چون جه            |                        | [ ۹ ]  |
| ۲۰۰۹      | آیا کریسمس برف می‌بارد؟  | جوانی چا کانگ جین | حضور افتخاری           | [ ۱۰ ] |
| ۲۰۰۹      | خانه پدری               | کانگ جه ایل       | درام ویژه              | [ ۱۱ ] |
| ۲۰۱۰      | غول                     | جوانی لی سونگ مو  |                        | [ ۱۲ ] |
| ۲۰۱۱      | رؤیای بلند              | سونگ سام دونگ     |                        | [ ۱۳ ] |
| ۲۰۱۲      | افسانه خورشید و ماه     | پادشاه لی هوان    |                        | [ ۱۴ ] |
| ۲۰۱۲      | رؤیای بلند ۲            | سونگ سام دونگ     | حضور افتخاری (قسمت ۱)  | [ ۱۵ ] |
| ۲۰۱۳–۲۰۱۴ | تو از ستاره‌ها اومدی     | دو مین جون        |                        | [ ۱۶ ] |
| ۲۰۱۵      | تهیه‌کنندگان             | بک سونگ چان       |                        | [ ۱۷ ] |
| ۲۰۱۹      | هتل دل لونا             | صاحب هتل بلو مون  | حضور افتخاری (قسمت ۱۶) | [ ۱۸ ] |
| ۲۰۱۹–۲۰۲۰ | سقوط بر روی تو          | بانگ دونگ گو      | حضور افتخاری (قسمت ۱۰) | [ ۱۹ ] |
| ۲۰۲۰      | مشکلی نیست که خوب نباشی | مونگ کانگ ته      |                        | [ ۲۰ ] |
| ۲۰۲۴      | ملکهٔ اشک‌ها              | بک هیون وو        |                        | [ ۲۱ ] |
| ۲۰۲۵      | ناک آف                  | کی سونگ جون       |                        | [ ۲۲ ] |

## مجموعه اینترنتی
| سال  | عنوان         | نقش         | منابع  |
| ---- | ------------- | ----------- | ------ |
| ۲۰۲۱ | یک روز معمولی | کیم هیون سو | [ ۲۳ ] |

## میزبان
| سال  | عنوان                          | منابع  |
| ---- | ------------------------------ | ------ |
| ۲۰۰۸ | طعم زندگی                      | [ ۲۴ ] |
| ۲۰۰۹ | پسران و دختران موسیقی کانت‌داون | [ ۲۵ ] |

## حضور در موزیک ویدئو
| سال  | عنوان          | آرتیست | منابع  |
| ---- | -------------- | ------ | ------ |
| ۲۰۱۷ | «سکانس پایانی» | آی‌یو   | [ ۲۶ ] |

## راوی
| سال  | عنوان                            | منابع  |
| ---- | -------------------------------- | ------ |
| ۲۰۱۳ | مستند ویژه: کارگردان بونگ جون هو | [ ۲۷ ] |